# Epitausa modesta
Epitausa modesta là một loài bướm đêm trong họ Erebidae.